# كاثلين شانون (دراجة)
كاثلين شانون (بالإنجليزية: Kathleen Shannon) هي دراجة أسترالية، ولدت في 20 سبتمبر 1964.

## وصلات خارجية
- كاثلين شانون على موقع أرشيف الدراجات (الإنجليزية)
- كاثلين شانون على موقع إحصائيات الدراجات الإحترافية (الإنجليزية)
- كاثلين شانون على موقع اللجنة الأولمبية الدولية (الإنجليزية)
- كاثلين شانون على موقع أوليمبيديا (الإنجليزية)
- كاثلين شانون على موقع اللجنة الأولمبية الأسترالية (الإنجليزية)